# البوتينية

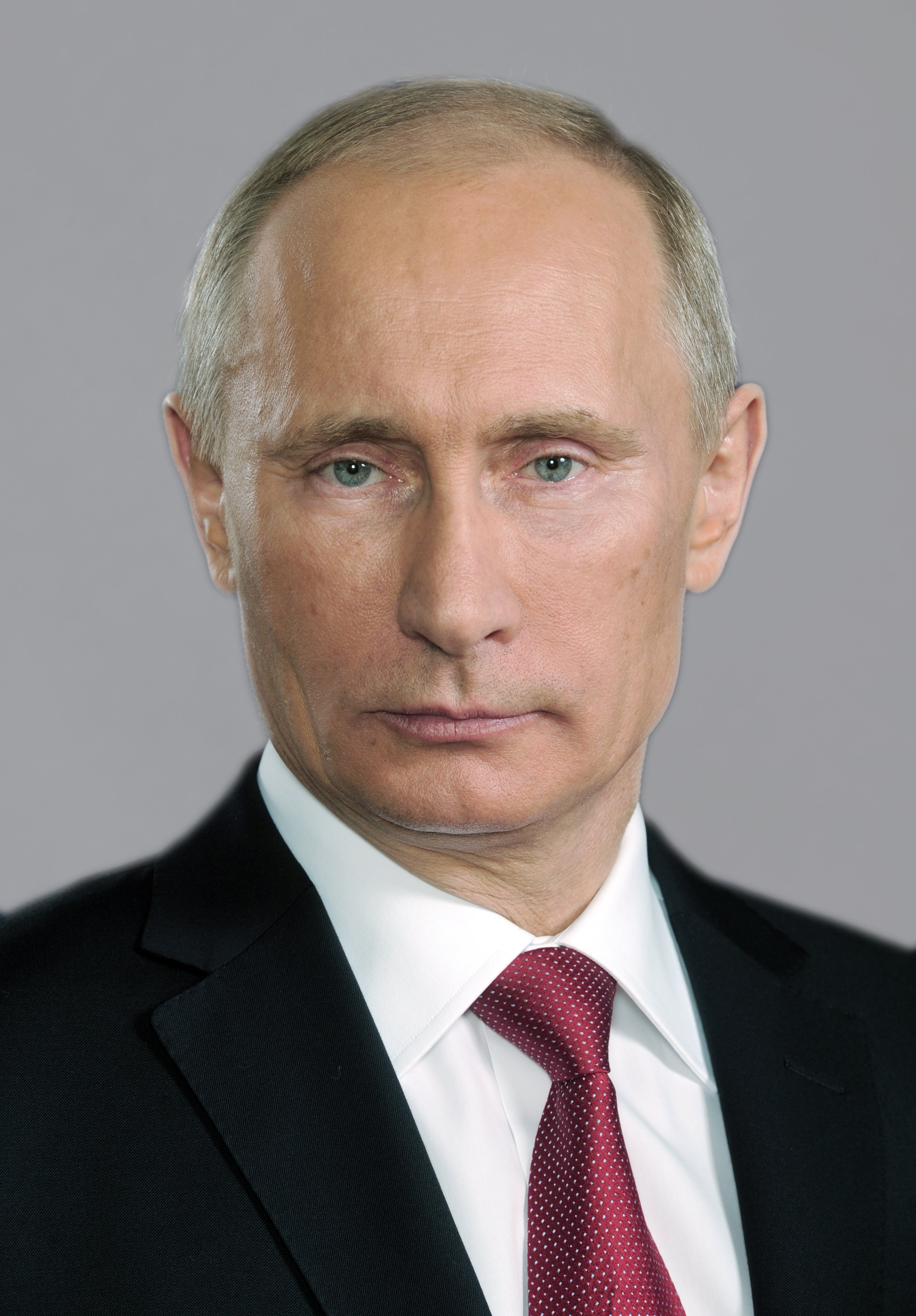
الرئيس الروسي فلاديمير بوتين

البوتينية Putinism هي أيديولوجية وتنظيمات وسياسات نظام الحكومة التي يمارسها السياسي الروسي فلاديمير بوتين والتي تهدف إلى إعادة التأهيل الإجتماعي لأراضي الاتحاد السوفياتي السابق. يستخدم المصطلح في الصحافة الغربية ومن قبل المحللين الروس في كثير من الأحيان، له دلالة سلبية لتصف النظام السياسي لروسيا في عهد فلاديمير بوتين كرئيس (2000-2008) و (2012- حاليًا) وقبل ذلك كرئيس للوزراء (2008-2012)، حيث يتم التحكم في جزء كبير من القوي السياسية والمالية من قبل siloviki ، وتتكون من الأشخاص الذين لديهم تاريخ في أمن الدولة، مستمدين من إجمالي 22 وكالة أمنية واستخباراتية حكومية مثل FSB والشرطة والجيش. كثير من هؤلاء الأشخاص قد تلقوا تدريبهم المهني مع بوتين، أو أصدقاؤه الشخصيون. وكما قال كاتب العمود الصحفي أرنولد بيتشمان، «أصبحت البوتينية في القرن الحادي والعشرين كلمة ذات أثر رنان مثل الستالينية في القرن العشرين».

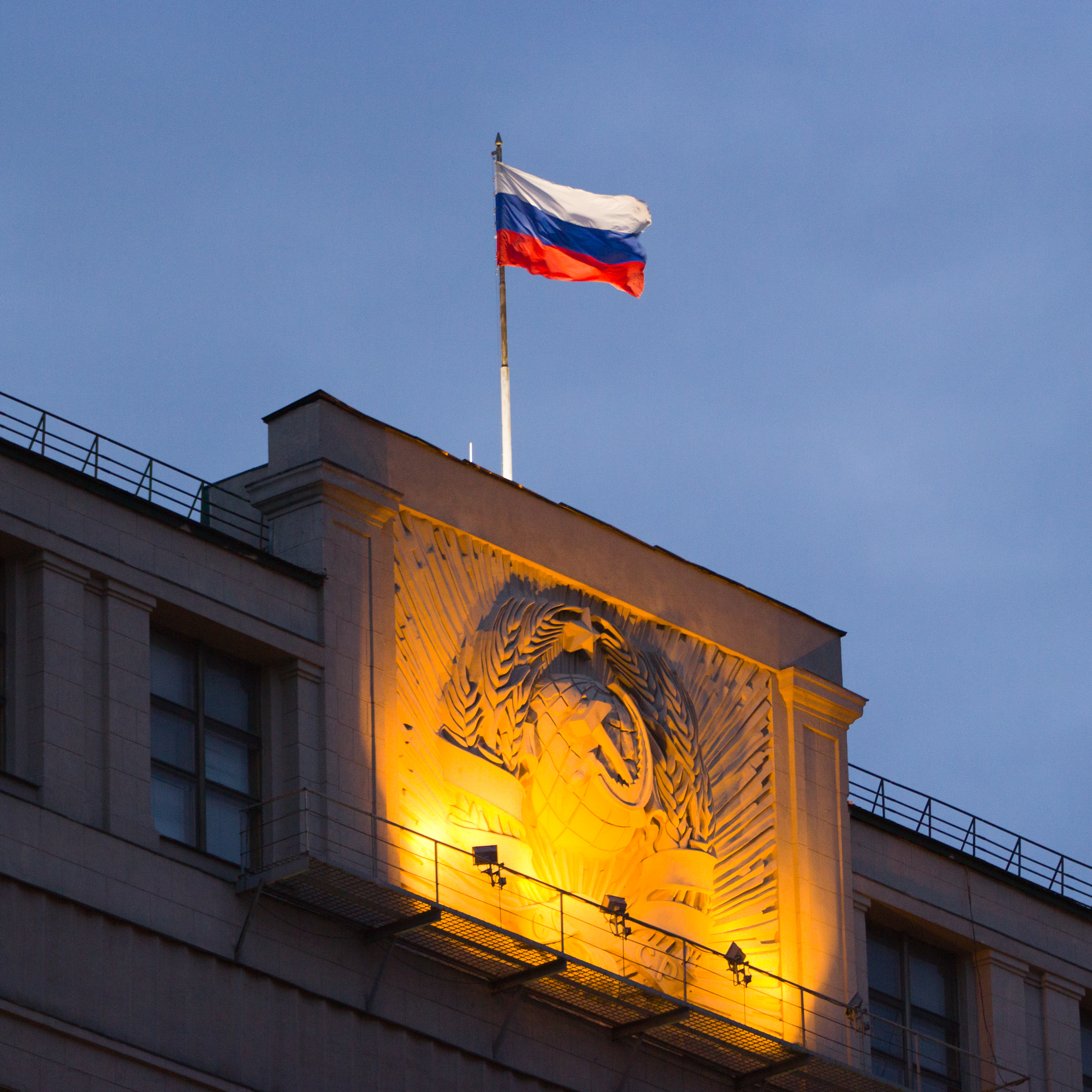
المطرقة والمنجل ، رمز الاتحاد السوفيتي ، تحت علم روسيا ، رمز روسيا المستقلة، علامة على التوفيق بين حكومة بوتين

يتكون نظام بوتين السياسي بشكل أساسي من بعض عناصر الليبرالية الاقتصادية، ونقص الشفافية في الحكم التي اتخذتها بوتين في روسيا «الشكل المنهجي والمؤسسي»، وفقًا لتقرير بوريس نيمتسوف، وكذلك مصادر أخرى. بين عامي 1999 وخريف 2008، نما الاقتصاد الروسي بوتيرة ثابتة،  وهو ما يعزوه بعض الخبراء إلى الانخفاض الحاد في قيمة الروبل 1998 ، والإصلاحات الهيكلية في يلتسين، وسعر النفط، والائتمان الرخيص في البنوك الغربية. ومن رأي مايكل ماكفول (حزيران / يونيو 2004)، فإن «النمو الاقتصادي قصير المدى لروسيا الرائع كان متزامنًا مع تدمير وسائل الإعلام الحرة، وتهديدات للمجتمع المدني، وفساد صريح للعدالة».
خلال فترتي ولايته كرئيس، وقع بوتين سلسلة من قوانين الإصلاحات الاقتصادية الليبرالية، مثل ضريبة الدخل الثابت بنسبة 13 في المائة، وتخفيض الضرائب على الأرباح، وقانون الأراضي الجديد، ونسخة جديدة (2006) من القانون المدني. خلال هذه الفترة، انخفض الفقر في روسيا لأكثر من النصف  ونما الناتج المحلي الإجمالي الفعلي بسرعة.
وبالنسبة للعلاقات الخارجية، سعى النظام إلى محاكاة عظمة الاتحاد السوفيتي السابق، بحماسه وتوسعه. في تشرين الثاني (نوفمبر) 2007، صرح سيمون تيسدال من صحيفة الغارديان أن «روسيا بعد تصدير الثورة الماركسية فقط يمكنها إنشاء سوق دولية للبوتينية»، حيث «في أغلب الأحيان، يتخذ نخبة من المواطنون المعاديون للديمقراطية والأوليغارشية والفاسدون شكلا ما يشبه للديمقراطية، مع البذخ البرلماني والذريعة التعددية، أكثر جاذبية وقابلية للإدارة من الديموقراطية الحقيقة».
وصف الاقتصادي الأمريكي ريتشارد دبليو راهن (سبتمبر 2007) البوتينية بأنها "شكل قومي سلطوي للحكومة الروسية، يتظاهر بكونها ديمقراطية السوق الحرة "، والتي "تدين بنسبها إلى الفاشية أكثر من الشيوعية "؛ "  مشيرًا إلى أن "البوتينية تعتمد على نمو الاقتصاد الروسي بسرعة كافية بحيث يتمتع المزيد من الناس بحياة أفضل نوعا ما، وفي المقابل، هم على استعداد لتحمل القمع الحالي"،  ويعتقد أن "الازدهار الاقتصادي قد تغير، ومن المرجح أن تصبح البوتينية أكثر قمعية ".
ومن رأى دكتور التاريخ الروسي أندرانيك ميجرانيان ومؤلفين آخرين أن نظام بوتين يعيد الوظائف الطبيعية للحكومة بعد فترة التسعينيات، عندما كان من المتوقع أن تكون روسيا محكومة من قبل احتكارات القلة التي تهتم فقط عن مصالحها الصغيرة. وقال: «إذا كانت الديمقراطية هي الحكم بالأغلبية وحماية حقوق الأقلية وفرصها، يمكن وصف النظام السياسي الحالي بأنه ديمقراطي، على الأقل رسميا. يوجد في روسيا نظام سياسي متعدد الأحزاب، بينما توجد كيانات مختلفة، معظمها تمثل المعارضة، في دوما الدولة».

## وصفها
يُشدّد علماء الاجتماع، والاقتصاد، وعلماء السياسة، على سِمات متنوّعة لنظام البوتينية.

### أبرز خصائص البوتينية التي يؤكّدها وكلاء الدعاية والصحفيون
- تقديس شخصية بوتين عبر تمجيد الإعلام بصورة «البطل القومي»،[30]
- سلطات رئاسية قوية، حتى أقوى من عهد الرئيس يلتسين،
- سيطرة الدولة الصارمة على الممتلكات،[31]
- وجود عناصر المحسوبية (تعاونية أوزيرو)،
- الاعتماد على السيلوفيك (وهم أفراد ينتمون لعشرات الأجهزة الأمنية، وعمل الكثير منهم مع بوتين قبل توليه السلطة)،
- التطبيق الانتقائي للعدالة، أي التطبيق الانتقائي للقانون محكومًا بالمصالح الذاتية («للأصدقاء كل شيء، أما الأعداء فلهم القانون»)،
- سياسات مالية وضريبية ليبرالية نسبيًا رغم عدم شفافيتها،[32]
- تطبيق وضع «السيطرة اليدوية»: في وجود حكومة تكنوقراط ضعيفة ليس لها أي وزن سياسي، مع تركّز السيطرة الحقيقية على البلاد في يد الرئاسة،
- السرية المطلقة للسلطة واتخاذ القرارات الرئيسية خلف الكواليس،
- كراهية السلطات لحرية التعبير عن الرأي، وفرضها الرقابة،
- علاقات إستراتيجية مع المجمع المقدس للكنيسة الأرثوذكسية الروسية، كما يُشاع، وتعزيز مصالح ممتلكات الكنيسة وسياسة ترسيخ تأثير سلطة الكهنوت في المجتمع.
  - على الصعيد الدولي، تتميز البوتينية بالحنين إلى الحقبة السوفييتية والرغبة في استعادة الوضع كما كان عليه قبل العام 1989 عندما كان الاتحاد السوفييتي ينافس الولايات المتحدة في الشؤون الدولية على قدم المساواة. وتُجيّر الطاقة كورقة مساومة في السياسة الدولية (أو ما يسمى بـ«دبلوماسية خط الأنابيب»).[33]

### خصائص البوتينية كما يصِفها العلماء
أبرزَ كلُّ مِن إم أورنوف وفي كاسامارا في أوساط علماء السياسة «مؤشرات واضحة على مفارقة النظام السياسي الحالي لروسيا للمبادئ الأساسية في سياسة المنافسة»:
- المركزية، سلطة رئاسية ذات سطوة، وإضعاف التأثير السياسي للنخب الإقليمية وكبرى الشركات[34]
- بسْط سيطرة الدولة المباشرة أو غير المباشرة على القنوات التلفزيونية الرئيسية في البلاد، وفرض الرقابة؛
- الاستخدام المتزايد والمستمر لـ«الموارد الإدارية» في الانتخابات على المستويين المحلي والفيدرالي؛[35]
- النهاية الفعلية لنظام الفصل بين السلطات، وفرض السيطرة على النظام القضائي؛
- أسلوب سري للسلوك السياسي؛
- تركُّز السلطة السياسية في يد الرئيس؛
- إعطاء الأولوية لمصالح الدولة مقابل مصالح الفرد، وتقييد حقوق المواطنين، وتنفيذ أعمال انتقامية ضد المجتمع المدني؛[36]
- تشكيل صورة متخيّلة لـ«قلعة محاصرة»، ومساواة نشاطات المعارضة بالأعمال العدائية، وإقصائها من المجال السياسي؛
- تقديس شخصية بوتين، الذي يُعّد تجسيدًا لخلافة الدولة، بعد الخسائر الجسيمة الناجمة عن انهيار الاتحاد السوفيتي؛
- السلطوية البيروقراطية، وإدماج الحزب الحاكم بالجهاز البيروقراطي
- الهيمنة على مؤسسات الدولة؛
- سيطرة الدولة الصارمة على الممتلكات،
- السياسة الخارجية العدوانية (الجينغوية)
- التركيز على الالتزام بالنُظم والقيم المحافظة
- أيديولوجية العظمة القومية
- مشاعر مناهضة الغرب[37]

### في دراسات علم الاجتماع
أجرت أولغا كريشتانوفسكايا تقصيًا سوسيولوجيَا أماط اللثام عن ظاهرة البوتينية في العام 2004، وحددت فيها تغلغل السيلوفيك في النخبة السياسية الروسية بنسبة بلغت 25%. أما في «الدائرة المحيطة ببوتين» والتي تضمّ 20 شخصًا تقريبًا، ترتفع نسبة السيلوفيك إلى 58%، وتنخفض في البرلمان إلى 18-20%، وفي الحكومة 34%. وفقًا لبحث كريشتانوفسكايا، لا يوجد استيلاء على السلطة، إذ قد استدعى جهاز الكرملين البيروقراطي السيلوفيك بغرض «استعادة النظام». ويُزعم أن عملية استيلاء السيلوفيك على السلطة قد بدأت في العام 1996، في فترة ولاية بوريس يلتسن الثانية.
» لم يكن يلتسين شخصيَا مَن رغِب بذلك، إنما كامل النخبة الروسية كانت تريد وقف العملية الثورية وترسيخ السلطة بيدها». عندما عُيّن السيلوفيك فلاديمير بوتين رئيسًا للوزراء في العام 1999، تسارعت العملية. وفقًا لأولغا، «صحيح أن بوتين قد جلب السيلوفيك معه. لكن هذه الحقيقة لا تكفي لفهم الوضع بكامله. إذ ثمة وجه موضوعي للمسألة: فقد كانت الطبقة السياسية بأكملها ترغب في قدومهم للسلطة. لقد استُدعوا لتأدية الخدمة... كانت هناك حاجة لذراع قوية، وتستطيع فرض النظام في البلاد من وجهة نظر النخبة».
كما أشارت كريشتانوفسكايا إلى وجود أفراد قد خدموا ضمن هياكل «مرتبطة» بلجنة أمن الدولة (كي جي بي) وجهاز الأمن الفيدرالي الروسي. وعادة ما تشمل تلك الهياكل وزارة الخارجية، ولجنة الاتصالات الحكومية، ووزارة التجارة الخارجية، ووكالة الأنباء نيوز وغيرها. «قد لا يشمل العمل نفسه في مثل تلك الكيانات بالضرورة اتصالات مع أجهزة الأمن الخاصة، ولكنه يجعلك تفكر في الأمر». وفي تلخيصها لأعداد السيلوفيك الرسميين و«المرتبطين بها» وضعت كريشتانوفسكايا تقديرًا لوجودهم بنسبة 77% في السلطة.

### تعديلات بوتين على الدستور الروسي في العام 2020
حصل ذلك لدى توقيع بوتين على أمر تنفيذي في 3 يوليو 2020 لإدخال التعديلات رسميًا على الدستور الروسي، ودخلت حيز التنفيذ في 4 يوليو 2020.
يذكر كلٌّ مِن فلاديمير باستوخوف، عالم السياسة والمحامي الروسي، وكبير الباحثين الفخريين في كلية لندن الجامعية للدراسات السلافية وأوروبا الشرقية، وألكسندر بودرابينيك، المنشق عن الاتحاد السوفييتي، والصحفي، والناشط الروسي في حقوق الإنسان، يذكران أن روسيا تتّسم بصِفات النظم الشمولية منذ تطبيق التعديلات الدستورية. ويُرى ذلك في العملية ذات الطابع التدريجي والثابت والعدواني كذلك في بسط السيطرة الكاملة على الحياة العامة والخاصة، والتجريم الفعلي لأي معارضة أو خلاف في الرأي.

## تاريخ

### دولة مخابرات
وفقًا لما ذكره الجنرال السابق في الشرطة السرية الرومانية أيون ميهاي باتشيبا، «في الاتحاد السوفييتي، كان الكي جي بي دولة داخل دولة. والآن يدير ضباط المخابرات السوفييتية السابقون الدولة. وفي عُهدتهم 6,000 سلاح نووي روسي، أُوكِلت إلى الكي جي بي في الخمسينيات من القرن الماضي؛ كما أنهم يديرون حاليًا صناعة البترول الاستراتيجية التي أعاد بوتين تأميمها. أمّا الجهاز الذي خلَف الكي جي بي، والذي أعيد تسميته إلى جهاز الأمن الفيدرالي الروسي، فله الحق في مراقبة المواطنين إلكترونيًا، ومتابعة المجموعات السياسية، وتفتيش المنازل والشركات التجارية، واختراق الحكومة الفيدرالية، وإنشاء منظمات الواجهة الخاصة به، والتحقيق في القضايا، وإدارة نظام السجون الخاص به. أفرَد الاتحاد السوفيتي ضابط كي جي بي واحدَا مقابل كل 428 مواطنًا. أما في روسيا البوتينية، فيوجد موظف من جهاز الأمن الفيدرالي الروسي واحد لكل 297 مواطنَا».